# （海員）衞生防護及醫療護理公約
《1987年（海員）衞生防護及醫療護理公約》（英語：Health Protection and Medical Care (Seafarers) Convention, 1987）是國際勞工組織的一項公約。

## 確認
截至2023年，該公約曾獲15個國家確認，其中12個確認國已宣布退出。
| 國家   | 日期          | 效力 |
| ------ | ------------- | ---- |
| 捷克   | 1993年1月1日  | 有效 |
| 墨西哥 | 1990年10月5日 | 有效 |
| 土耳其 | 2005年3月17日 | 有效 |

## 編正
該公約的原則經編正納入《2006年海事勞工公約》。

## 外部連結
- Text （页面存档备份，存于）
- Ratifications Archive.today的存檔，存档日期2017-03-05